# Gerardo Sotelo
Gerardo Sotelo (Montevideo; 28 de abril de 1958) es un periodista, político, escritor y comunicador uruguayo.

## Ámbito periodístico
En el 1980 publicó un par de artículos en la revista Noticias.

En el año 1981 colaboró en la revista Opción, que enseguida fue clausurada cuando en su entorno se formó la "Comisión por el voto en blanco" en las elecciones internas de Uruguay de 1982, porque el Frente Amplio estaba proscripto.

En 1983 integró el cuerpo de redacción de la revista Canto Popular. También participó en el semanario Aquí, opositor a la dictadura cívico-militar.
Ha tenido una destacada actuación en Canal 10, como coconductor de Caleidoscopio,  conductor del programa Debate abierto, y coconductor de La tarde en casa.
También se dedica a la radiodifusión, conduciendo Informativo Carve en Radio Carve.

## Ámbito comunicativo
Entre 1990 y 1992 fue partenaire de Julio César Castro (Juceca) en radio Centenario de Montevideo. Ambos realizaron “Los cuentos de Don Verídico” en un show realizado en el Guambiódromo y editado por el sello Ayuí. Continuaron tiempo después con los cuentos en Radio Nacional y al final en Canal 10. 

En 2012 participa en el show de comedia en vivo Algo habrán hecho, junto a Washington Abdala, Sergio Gorzy y Nano Folle.

## Ámbito político
En 2019 anuncia su intención de dedicarse a la actividad política en filas del Partido Independiente. Participó en las elecciones parlamentarias como segundo candidato titular al Senado.
En 2020 sonó como un posible candidato a la Intendencia de Montevideo por la Coalición Multicolor, pero finalmente, ante la negativa del partido Cabildo Abierto, retiró su nombre. Finalmente, se anunció a la economista y empresaria Laura Raffo como candidata única a la Intendencia de Montevideo por la Coalición, y los suplentes Sotelo (Partido Independiente), Andrés Ojeda (Partido Colorado), José Luis Alonso (Cabildo Abierto) y Romina Fasulo (Partido de la Gente).
El 22 de abril de 2020, Sotelo fue designado como director de la Televisión Nacional de Uruguay.
El 25 de abril de 2020, asume como director del Servicio de Comunicación Audiovisual Nacional (SECAN), lo que despertó polémicas y dudas entre el partido opositor del gobierno, el Frente Amplio, quienes argumentaban que atentaba contra la libertad de expresión y encontraba irregularidades por ser candidato a segundo suplente de la Intendencia de Montevideo.

## Vida personal
En su primer matrimonio con Susana Libonatti tuvo tres hijos. Estuvo en pareja con la periodista Carolina García, con quien tuvo otro hijo y volvió a casarse con María Noel Domínguez, también periodista y tuvo dos hijos más.
Sotelo adhirió a la masonería.

## Obras literarias
- 2015, Las cartas contra el pecho. El regreso de Wilson. Editorial Planeta.[10]